# Nosiwci
Nosiwci (ukr. Носівці) – wieś na Ukrainie, w obwodzie winnickim, w rejonie hajsyńskim. W 2001 liczyła 1046 mieszkańców, spośród których 1035 wskazało jako ojczysty język ukraiński, a 11 rosyjski.